# Chiến dịch đánh Tống 1075–1076
Chiến dịch đánh Tống 1075–1076 là chiến dịch quân sự do Đại Việt phát động tấn công vào Đại Tống vào năm 1075, do tướng nhà Lý của Đại Việt là Lý Thường Kiệt chỉ huy với lực lượng 100.000 người. Chiến sự diễn ra ở 3 châu của Tống dọc theo biên giới Tống - Việt. Chiến dịch kết thúc khi quân nhà Lý rút lui về và nhà Tống triển khai quân phản công đánh vào lãnh thổ Đại Việt. Chiến dịch này là hoạt động quân sự lớn nhất lịch sử của Việt Nam triển khai trên lãnh thổ của Trung Quốc.

## Hoàn cảnh lịch sử
Năm 1009, Lý Công Uẩn lập ra nhà Lý. Để củng cố khu vực biên giới phía bắc, nhà Lý dùng chính sách gả công chúa cho các thủ lĩnh miền núi để gắn chặt mối quan hệ với họ. Trải qua 3 triều vua Lý Thái Tổ, Lý Thái Tông và Lý Thánh Tông, nước Đại Việt phát triển ổn định, khá vững mạnh.
Ở phương Bắc, nhà Tống từ khi thành lập vào năm 960 đã phải thường xuyên đối phó với nước Liêu của người Khiết Đan lớn mạnh ở phương Bắc. Trước đó, từ năm 936 quốc gia này được vua nhà Hậu Tấn cắt cho 16 châu Yên Vân ở phía Bắc nên lãnh thổ bành trướng nhiều về phía Nam, uy hiếp nhà Tống. Sang thời Tống Nhân Tông, nhà Tống lại bị thêm sự uy hiếp của nước Tây Hạ của người Đảng Hạng ở phía Tây Bắc mới nổi lên. Nhà Tống phải cống nộp nhiều của cải và bị mất nhiều phần lãnh thổ cho Liêu và Tây Hạ. Trong nước, triều Tống bị rối loạn bởi những cải cách của Vương An Thạch. Chủ trương tiến đánh các nước phía nam Trung Quốc để giải tỏa các căng thẳng trở thành một chiến lược của nhà Tống. Chủ trương này bắc nguồn từ tư tưởng "tiên Nam hậu Bắc" tức là "đánh kẻ địch mạnh ở phía Nam trước đề lấy thắng lợi đó uy hiếp tinh thần kẻ địch yếu hơn ở phía Bắc mà chiến thắng".

### Ý định nam tiến của Tống
Từ năm 1070, Vương An Thạch chú ý đến phương Nam và muốn lập công ở ngoài biên, tâu lên vua Tống rằng:"Giao Chỉ vừa đánh Chiêm Thành bị thất bại, quân không còn nổi một vạn, có thể lấy quân Ung Châu sang chiếm Giao Chỉ". Năm 1073, vua Tống Thần Tông phái Thẩm Khởi làm Quảng Tây Kinh lược sứ lo việc xuất quân. Thẩm Khởi sau đó làm trái ý vua Tống, bị điều đi nơi khác và Lưu Di thay chức. Lưu Di được lệnh tăng cường binh lực, tiếp tục điểm dân, tích lương, đóng chiến thuyền, luyện tập thủy binh và cấm người Đại Việt sang đất Tống buôn bán vì sợ bị do thám. Đặc biệt, nhà Tống đã biến Ung Châu thành một căn cứ xuất phát để đánh Đại Việt và giao cho Tô Giám, một viên tướng dày dặn kinh nghiệm trong cuộc chiến chống Nùng Trí Cao trước đây chỉ huy căn cứ này.

### Đại Việt ra tay trước
Năm 1072 vua Lý Thánh Tông qua đời, Thái tử Càn Đức mới 7 tuổi lên thay, tức là vua Lý Nhân Tông. Thái phi Ỷ Lan làm nhiếp chính, được sự phò tá của các đại thần Lý Thường Kiệt, Lý Đạo Thành nên tình hình quốc gia vẫn khá ổn định.
Tuy Tống cố gắng giữ bí mật, nhưng tình báo của Đại Việt vẫn nắm được ý đồ của quân Tống. Đặc biệt, năm 1073, một tiến sĩ nhà Tống là Từ Bá Tường vì không được trọng dụng nên đã thông báo với nhà Lý. Bởi thế Đại Việt đã nắm được khá đầy đủ tình hình chuẩn bị chiến tranh của nhà Tống. Lúc này số quân Tống đang tập hợp ở các căn cứ Ung, Khâm, Liêm khoảng 10 vạn đang huấn luyện, song chưa thể đánh ngay được vì số quân này là tân binh Hoa Nam vừa mới tuyển. Nhà Tống sẽ rút 45 ngàn cấm binh thiện chiến ở phương Bắc đưa xuống chiến trường phía Nam để lập đạo quân chủ lực, thì việc đó làm chưa xong.
Trước tình hình đó, Thái úy Đại Việt là Lý Thường Kiệt cho rằng: Ngồi yên đợi giặc sao bằng đánh trước để bẻ gãy mũi nhọn của nó! Ông chủ trương thực hiện một chiến lược đánh đòn phủ đầu, Tiên phát chế nhân, ông quyết định mở trận tiến công quy mô sang đất Tống.

## Trận Khâm Châu - Liêm Châu

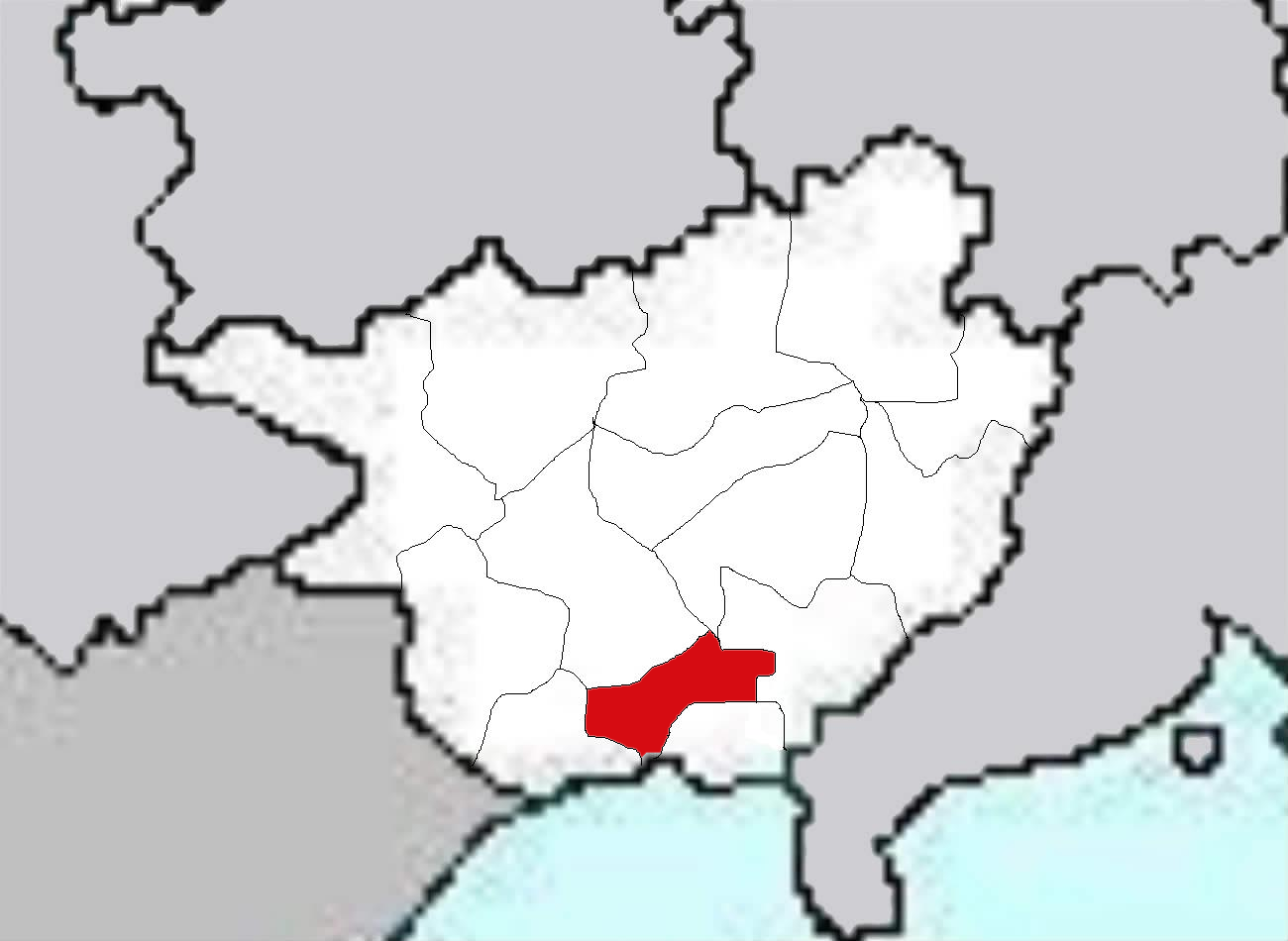
Vị trí Khâm Châu tại Quảng Tây.

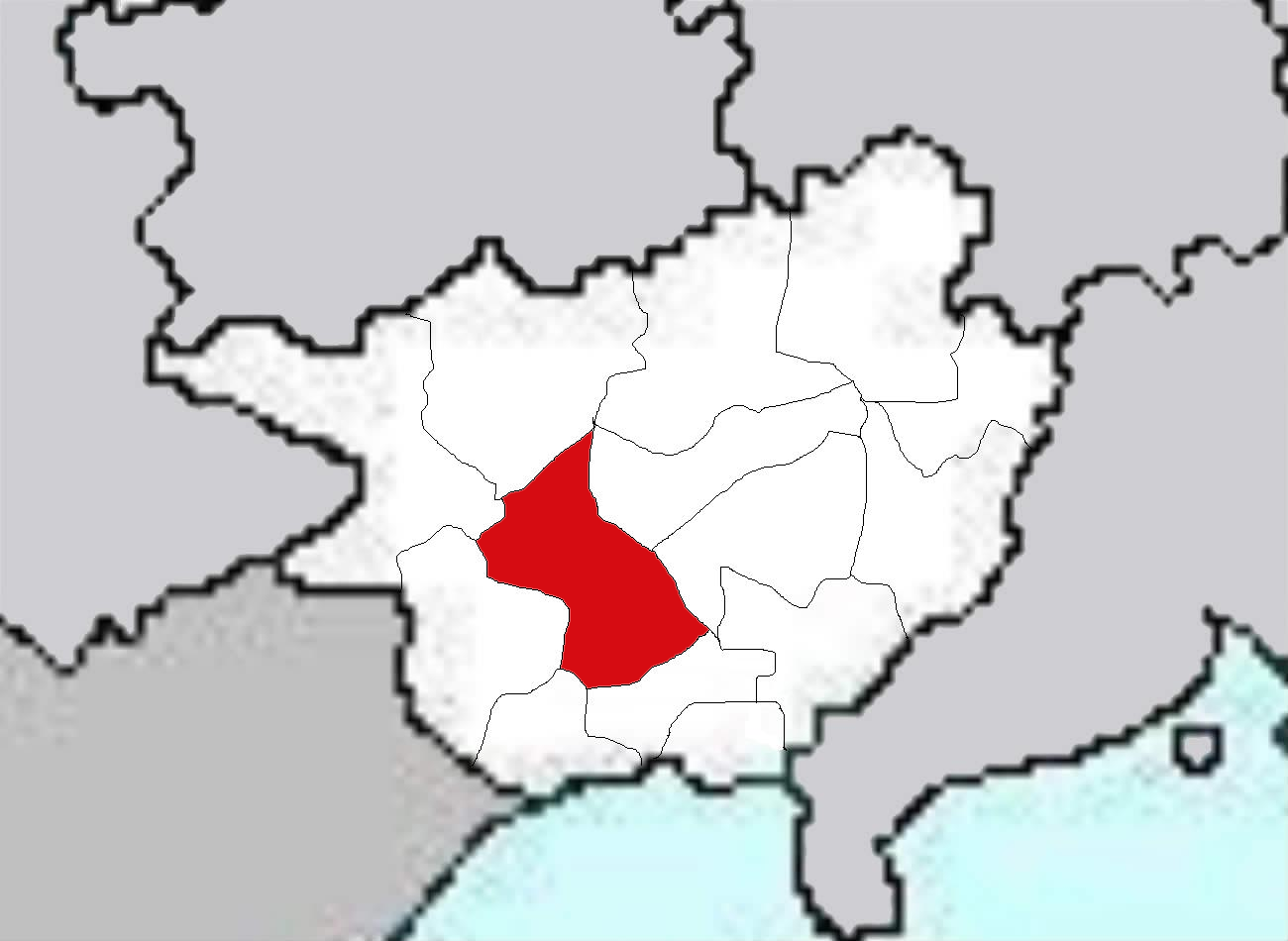
Vị trí Ung Châu (ngày nay là Nam Ninh) tại Quảng Tây.

Đại Việt đã huy động 10 vạn quân sang đánh phá căn cứ châu Ung của Tống, bao gồm cả lực lượng chính quy của triều đình lẫn quân của các thủ lĩnh dân tộc thiểu số miền núi phía Bắc. Đạo quân của triều đình ở phía Đông do đích thân Lý Thường Kiệt chỉ huy, gồm cả thủy lục quân xuất phát từ châu Vĩnh An (Móng Cái ngày nay) rồi thần tốc lên biên giới phía Đông Bắc tới châu Khâm. Còn đạo quân của các thủ lĩnh dân tộc thiểu số ở phía Tây đặt dưới sự chỉ huy của Tông Đản chia làm 4 mũi tiến vào đất Tống: Lưu Kỷ từ Quảng Nguyên (Cao Bằng), Hoàng Kim Mãn từ Môn Châu (Đông Khê - Cao Bằng), Thân Cảnh Phúc từ Quang Lang (Lạng Sơn) và Vi Thủ An từ Tô Mậu (Quảng Ninh) và nhắm tới châu Ung. Đạo quân phía Tây sẽ "giương Tây" để đạo quân phía Đông bất ngờ "kích Đông".
Phòng ngự châu Ung gồm hai phần, tổng số có 5.000 quân. Giữ vùng biên thuỳ tiếp giáp Đại Việt và đóng quân trong thành: 2.000 quân đóng ở thành Ung, 3.000 chia đóng ở 5 trại tiếp giáp biên giới: Hoành Sơn, Thái Bình, Vĩnh Bình, Cổ Vạn, Thiên Long. Khâm Châu và Liêm Châu sát biển tiếp giáp Quảng Ninh và Lạng Sơn ngày nay, đặt viên Phòng biên tuần sứ cai quản đoàn quân Đằng Hải để hợp với quân của hai viên tuần kiểm, không quá 500 người, đóng ở hai trại: Như Tích giáp biên thùy châu Vĩnh Anh và Để Trạo ở cửa sông Khâm Châu.
Ngày 27 tháng 10 năm 1075, Vi Thủ An dẫn 700 quân từ Tô Mậu vào đánh Cổ Vạn, chiếm được trại Cổ Vạn. Tin tức đến tận ngày 21 tháng 12 mới tới được triều đình nhà Tống. Tiếp theo, các mũi quân phía Tây lần lượt đánh chiếm trại Vĩnh Bình, Thái Bình, các châu Tây Bình, châu Lộc, trại Hoành Sơn. Quân Tống bị thu hút vào phía Tây, nên lơ là phía Đông, đã có người Khâm châu phát hiện và báo cho tướng giữ thành là Trần Vĩnh Thái nhưng Thái không tin. Khi có tin đạo quân phía Đông của Đại Việt đến tập kích, Thái vẫn thản nhiên bày tiệc uống rượu. Quân Tống đã không chống đỡ nổi. Ngày 30 tháng 12 năm 1075, châu Khâm bị chiếm, Trần Vĩnh Thái và các thủ hạ Văn Lương, Ngô Phúc, Tưởng Cẩn, Tống Đạo đều bị bắt và bị giết. Quân Lý lấy hết của cải mang đi. Người dân địa phương của Bắc Tống dù sau này thương Thái bị giết mà lập đền thờ nhưng vẫn chê cười Thái là người ngu muội; hễ thấy ai không thông tuệ thì gọi là Trần Thừa Chỉ (Thừa chỉ là hàm chức của Vĩnh Thái). Nghe tin Khâm châu thất thủ, quân Tống ở Liêm châu cố phòng bị nhưng không chống nổi. Ngày 2 tháng 1 năm 1076, châu Liêm thất thủ. Chúa các trại Như Tích và Để Trạo đều tử trận. Phía Tống bị bắt tới 8.000 tù binh dùng để đưa đồ vật cướp được xuống thuyền sau cũng bị đem giết hết. Quan trấn thủ châu Liêm là Lỗ Khánh Tôn và các thủ hạ Lương Sở, Chu Tông Thích, Ngô Tông Lập đều bị giết. Sau đó, Lý Thường Kiệt dẫn quân đến châu Ung cùng đạo quân phía Tây quyết tâm hạ thành châu Ung.

## Phát "Phạt Tống lộ bố văn"
Lý Thường Kiệt kéo quân tiến sâu vào nội địa. Phía Tống không còn quân cản đường quân Lý kéo đến thành Ung Châu. Nhưng Lý Thường Kiệt vẫn lo ngại dân Tống sẽ cản đường về của quân Lý, do đó nhằm phô trương danh nghĩa cuộc bắc phạt, Lý Thường Kiệt viết Phạt Tống lộ bố văn và sai yết ở dọc đường để kể tội nhà Tống.
Theo sách sử của Đại Việt thì dân Tống thấy lời tuyên cáo đều vui mừng đồng tình, mang rượu thịt ra khao quân Lý. Từ đó mỗi khi dân Tống thấy cờ hiệu Lý Thường Kiệt từ xa đều nói đó là quân của cha họ Lý người nước Nam và cùng nhau bày án bái phục trên đường. Do đó uy danh quân Lý lan rất xa.

## Trận Ung Châu

### Quân Lý vây thành
Ngày 18 tháng 1 năm 1076, Tông Đản kéo đến Ung Châu. Cánh quân chiếm được Khâm Châu tiến lên Ung Châu. Cánh quân chiếm được Liêm Châu (nay là Hợp Phố) tiến sang miền Đông Bắc chiếm Bạch Châu. Nửa tháng sau Ty Kinh lược Quảng Tây mới hay tin về cuộc tấn công này để thông báo về triều. Vua tôi nhà Tống hết sức bối rối. Rồi nhiều nơi khác bị mất lại được cáo cấp về, nhà Tống càng hoang mang, sau đó có lệnh của Tống Thần Tông cho Quảng Châu, Quảng Tây phải cố thủ ở các nơi hiểm yếu nhất, vận chuyển tiền, vải, lương thực để khỏi lọt vào tay quân Lý, cách chức Lưu Di, cử Thạch Giám thay coi Quế Châu và đưa viện binh tới các thị trấn đang bị uy hiếp.
Ngày 18 tháng 1 năm 1076, đạo quân của Lý Thường Kiệt cũng tới thành Ung châu. Mấy vạn quân của Lý Thường Kiệt, Lưu Kỷ và các tù trưởng khác vây thành Ung Châu vài vòng kín như bưng. Tướng giữ thành là Tô Giám thấy thế quân Đại Việt mạnh nên đã áp dụng triệt để chính sách cố thủ để chờ viện quân, tính chỉ hai tuần lễ có thể đến nơi. Tô Giám ban đầu tin rằng Ung Châu cách Quế Châu chỉ có 14 ngày đường, nên viện binh thế nào cũng sẽ đến kịp cho nên đóng cửa thành cố thủ. Kiểm điểm binh lương, trong thành Ung lúc ấy chỉ có 2.800 quân. Dân thành Ung tất cả được gần 6 vạn người bấy giờ sợ hãi đạp nhau mà chạy. Ông đem hết công nhu (tiền công) phát hết cho dân khích lệ mọi người vững lòng, kiên trí. Kẻ nào bỏ trốn phải tội theo quân lệnh (Địch Tích là một bộ hạ dưới trướng của Tô Giám bị chém trong trường hợp này). Ông còn phao tin viện binh không còn xa thành là bao nhiêu. Trước đó, con Tô Giám là Tử Nguyên làm quan ở Quế Châu đem gia đình đến thăm cha, lúc sắp trở về thì thành Ung bị vây, Tô Giám lại bắt Tử Nguyên để vợ con ở lại chỉ được về Quế Châu một mình, vì sợ nếu để người nhà đi đông thì nhân dân cũng bỏ trốn hết.

### Viện binh Quý Châu
Lúc này Lưu Di giữ Quý Châu nghe tin thành Ung bị nguy liền phái Trương Thủ Tiết là Đô giám Quảng Tây đem quân đi cứu. Thủ Tiết nghe tin quân Lý đông và mạnh, không dám tiến thẳng đến Ung Châu, đi vòng theo đường Quý Châu tới Tân Châu rồi hạ trại ở Khang Hòa nghe ngóng. Ung Châu bị vây gấp quá, Tô Giám cho người mang lạp thư - thư viết vào giấy rồi bọc trong nến - mà ngậm vào miệng phá vòng vây ra báo cho Tống Cầu ở Quý Châu. Tống Cầu giục Trương Thủ Tiết đi gấp. Tiết bất đắc dĩ kéo quân đi, đến núi Hỏa Giáp rồi ra giữ ải Côn Lôn giữa châu Tân và châu Ung, cách Ung 40 km. Lý Thường Kiệt biết tin viện binh Tống đến, bèn cho quân đón đánh. Ngày 4 tháng Giêng âm lịch, tức ngày 11 tháng 2 năm 1076, quân Lý kéo thẳng đến ải Côn Lôn, quân Tống hốt hoảng bỏ chạy. Trương Thủ Tiết, Nguyên Dụ, Trương Biện, Hứa Dự, Vương Trấn là các chỉ huy của lực lượng viện binh nhà Tống đều bị giết tại trận. Nhiều quân sĩ Tống đầu hàng quân Lý.

### Quân Lý hạ thành
Thành Ung Châu vững chắc, chính Vương An Thạch tin rằng quân Lý sẽ không phá nổi. Để công phá Ung Châu, mấy vạn quân Lý bắc thang mây để leo thành. Quân Tống dùng đuốc mà đốt nên không thể bắc gần được. Lý Thường Kiệt lại dùng tên độc mà bắn, người ngựa trên thành chết nằm gối lên nhau. Quân Tống dùng thần tý (một loại nỏ) ra bắn. Thành cao và chắc, quân Lý đánh phá hơn 40 ngày không hạ được. Có tù binh bên Tống hiến kế với Lý Thường Kiệt dùng phép thổ công, tức là trèo qua bao đất vào thành. Quân Đại Việt liền lấy túi cho đất vào, cứ thế đắp vào chân thành. Khi các bao đất cao lên, quân Lý theo đó mà leo lên mặt thành. Lý Thường Kiệt theo đó mà tiến đánh.
Ngày 1 tháng 3 năm 1076, sau 42 ngày kiên cường kháng cự, thành Ung thất thủ. Tô Giám cố gắng đốc thúc tàn quân chiến đấu đến phút cuối cùng. Khi đã kiệt sức ông cho 36 thân nhân tự sát rồi tự thiêu mà chết. Không tìm thấy Tô Giám, quân Đại Việt giết hết dân trong thành, tổng cộng hơn 50.000 người. Theo Tống sử, cứ 100 thây chất làm một đống, cả thảy 580 đống. Trận này quân Lý bị thiệt hại 10.000 quân, cùng một số voi chiến.

## Đại Việt rút quân về nước
Lấy xong Ung Châu, Lý Thường Kiệt kéo quân lên phía bắc, tỏ ý muốn đánh tiếp Tân châu. Tướng giữ Tân châu nhà Tống là Cổ Cấn Lặc bỏ thành chạy sau khi nghe tin. Lý Thường Kiệt ra lệnh tiêu hủy thành lũy, phá kho tàng dự trữ trong vùng Tả Giang và lấy đá lấp sông chặn đường cứu viện của quân Tống. Liệu chừng đại quân Tống từ phương Bắc sắp kéo xuống, nếu tiến gấp có thể qua vùng khê động đánh vào châu Quảng Nguyên của Đại Việt, mà quân Lý công phá thành Ung Châu hơn 1 tháng đã mệt mỏi, Lý Thường Kiệt quyết định thu quân trở về Đại Việt để lo bố phòng, chuẩn bị phòng tuyến chặn địch. Tháng 3 năm 1076, quân Lý rút khỏi Ung Châu.

## Kết quả và ý nghĩa
Nhà Tống chủ trương tập trung căn cứ hậu cần tại các cứ điểm phía nam để chuẩn bị đánh Đại Việt. Nhà Lý đánh phá các châu Liêm, Khâm và Ung, đốt hết các trại Vĩnh Bình, Thái Bình, Thiên Long, Cổ Vạn đã đạt được mục tiêu ra quân chặn thế mạnh của Tống. Sau thất bại này, cả Tống Thần Tông và Vương An Thạch đều quy lỗi cho các tướng dưới quyền. Thẩm Khởi và Lưu Di bị truy xét tội trạng. Vương An Thạch viết trong Tư kỷ:Vua sai Khởi kinh chế kín việc Giao Chỉ, các đại thần không hay. Phàm Khởi tâu xin gì, vua cũng nghe. Nhưng Tống Thần Tông từ chối việc từng sai Thẩm Khởi chuẩn bị đánh Đại Việt, tự tay viết chiếu nói: Trước Thẩm Khởi ở Quảng Tây nói dối là nhận được mật chỉ của triều đình bảo soạn đánh Giao Chỉ.
Cả Tống Thần Tông và Vương An Thạch đều hối tiếc vì không đánh Đại Việt sớm, ngay khi Lý Nhân Tông mới lên ngôi. Sau khi Ung Châu thất thủ, phía nhà Tống thừa nhận không còn cơ hội "đánh úp Giao Chỉ" nhưng vẫn chuẩn bị kế hoạch phục thù. Nhà nghiên cứu Hoàng Xuân Hãn cho rằng: 
Tống tiếc rẻ không đánh Đại Việt trước, nhưng không biết rằng sở dĩ Tống bị đánh trước vì dự định đánh Đại Việt. Trong cuộc chiến này, phía Đại Việt nhờ có Lý Thường Kiệt chủ động đi bước trước nên đã giành thắng lợi hoàn toàn và tránh khỏi được thất bại về sau (trong toàn cuộc chiến với Tống).

### Sách
- Đặng Duy Phúc (2007). Giản yếu sử Việt Nam. Nhà xuất bản Hà Nội.
- Hà Văn Tấn (1999). Lịch sử quân sự Việt Nam, Tập 3. Nhà xuất bản Chính trị quốc gia.
- Hoàng Cao Khải (1971). Việt-sử yếu. Phủ Quốc-Vụ-Khanh Đặc-Trách Văn-Hóa.
- Hoàng Xuân Hãn (1995). Lý Thường-Kiệt: lịch sử ngoại giao triều Lý. Nhà xuất bản Văn học.
- Hoàng Xuân Hãn (1996). Lý Thường Kiệt, lịch sử ngoại giao và tông giáo triều Lý. Nhà xuất bản Hà Nội.
- Hoàng Xuân Hãn (2003). Tác phẩm được tặng giải thưởng Hồ Chí Minh: Lý Thường Kiệt (lịch sử-ngoại giao và tông giáo triều Lý) ; La Sơn phu tử ; Lịch Việt Nam. Nhà xuất bản Khoa học xã hội.
- Hồng Nam, Hồng Lĩnh (1984). Những trang sử vẻ vang của dân tộc Việt Nam chống phong kiến Trung Quốc xâm lược, Tập 1. Nhà xuất bản Khoa học xã hội.
- Nguyễn Văn Tố (1997). Đại Nam dật sử: sử ta so với sử Tàu. Hội khoa học lịch sử Việt Nam.
- Phạm Hồng Sơn (2004). Nghệ thuật đánh giặc giữ nước của dân tộc Việt Nam. Nhà xuất bản Quân đội nhân dân.
- Phạm Văn Sơn (1961). Việt-sử tân biên, Tập 1. Nhà xuất bản Khai Trí.
- Phan Hữu Dật, Lâm Bá Nam (2001). Chính sách dân tộc của các chính quyền nhà nước phong kiến Việt Nam: X-XIX. Nhà xuất bản Chính trị quốc gia.
- Trần Trọng Kim (2005). Việt Nam sử lược. Nhà xuất bản Tổng Hợp Thành phố Hồ Chí Minh.
- Trần Văn Giàu, Trần Bạch Đằng, Mạc Đường (2001). Lịch sử Việt Nam, Tập 3. Nhà xuất bản Trẻ.{{Chú thích sách}}:  Quản lý CS1: nhiều tên: danh sách tác giả (liên kết)
- Trần Xuân Sinh (2004). Việt sử kỷ yếu. Nhà xuất bản Hải Phòng.
- Vũ Thị Phụng (1990). Lịch sử nhà nước và pháp luật Việt Nam: từ nguồn gốc đến trước cách mạng tháng Tám 1945. Nhà xuất bản Khoa học xã hội.
- Viện Lịch sử Quân sự Việt Nam (2003), Lịch sử quân sự Việt Nam, tập 3, Nhà Xuất bản Chính trị quốc gia.